# Корейська поезія
Корейська поезія — вірші, які виконувалися або були написані корейською мовою або корейським народом. Традиційна корейська поезія у виконанні була співом. До 20 століття корейська поезія переважно була написана за допомогою ханча (китайські ієрогліфи (ханьцзи)) класичною китайською.
Корейські вчителі (поети) писали вірші в класичному китайському стилі з 4 століття до нашої ери, на основі китайських віршів. Відомий збережений екземпляр датується 17 р. до н. е., «Пісня короля Юрі про жовтих птахів» (Hwangjoga, 황조가 / 黃鳥 歌). Деякі корейські письменники наслідували ліричний стиль поезії династії Тан, наприклад, форма поезії ши. Цікаво те, що корейська поезія починає розквітати під впливом конфуціанства в період Корьо (починаючи з 935 р). Поетичні збірки друкувалися дуже рідко.

## Сіджо
Жанр корейської ліричної поезії, спочатку званий танга (дослівно «коротка пісня»). Сіджо споріднене з японським стилем хайку. Кожен рядок вірша сіджо містить 14-16 ієрогліфів (або складів хангиля), всього 44-46 у трьох рядках. В середині кожного рядка робиться пауза, тому при перекладі на інші мови часто використовується шість рядків, а не три. Найвідоміший автор сіджо — Юн Сон До.

## Каса
Каса — жанр корейської середньовічної поезії. Каса представляють собою великі віршовані твори про знаменні події минулого, пам'ятки країни, життя народу Кореї і його сусідів. Віршована форма процвітала під час династії Чосон, а з'явилася раніше, під час династії Корьо.
Найвідомішим автором поезії каса був Чон Чхоль (1536 — 94).